# 아카데미스크 BK

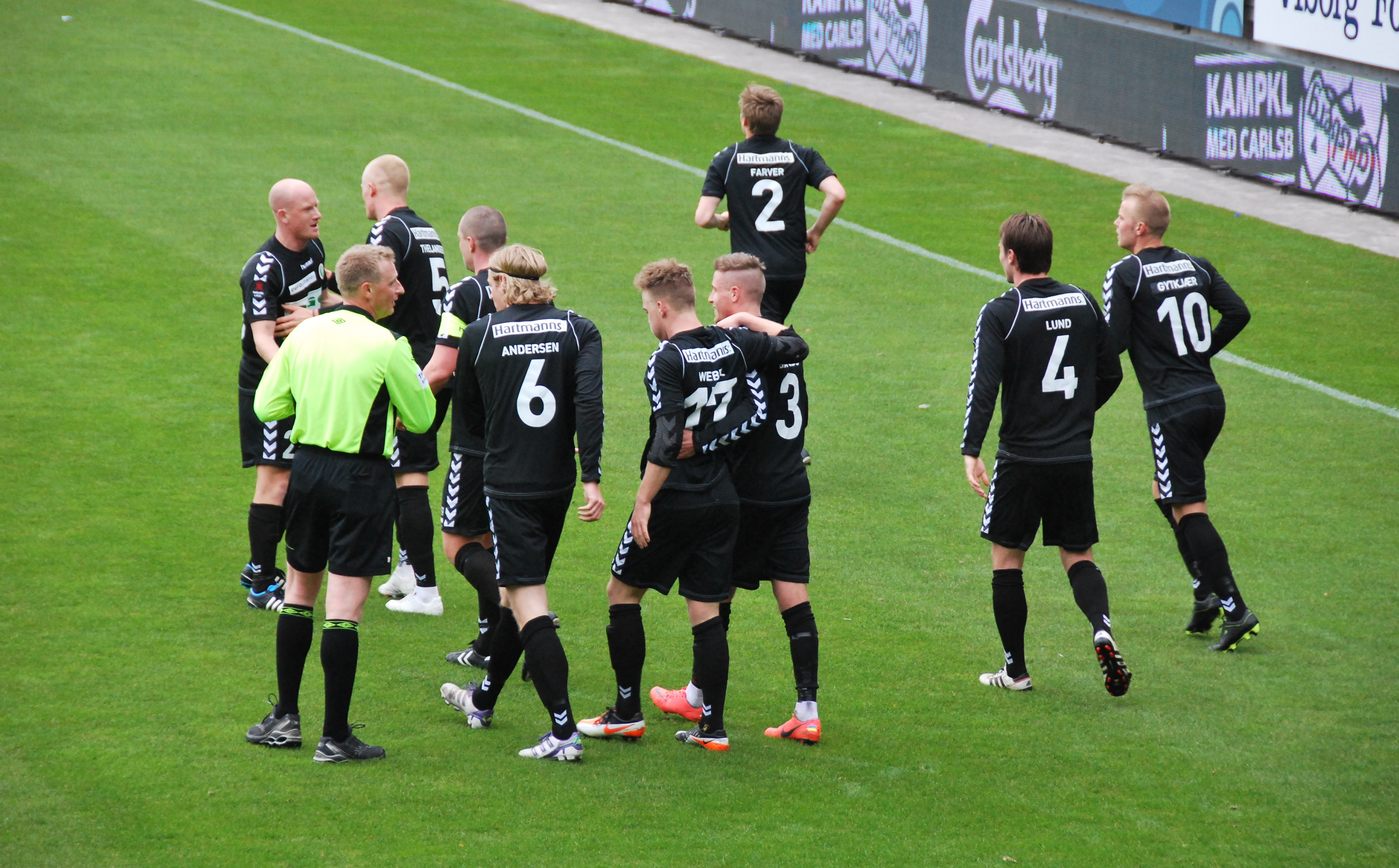

아카데미스크 BK(Akademisk Boldklub)는 1889년에 창단된 덴마크 코펜하겐의 축구 클럽으로, 현재 덴마크 1부 리그에서 활동하고 있다.

## 성적
- 덴마크 수페르리가
  - 우승 9회 (1919, 1921, 1937, 1943, 1945, 1947, 1951, 1952, 1967)
- 덴마크 컵
  - 우승 1회 (1998–99)
  - 준우승 3회 (1955–56, 1994–95, 2000–01)
- 덴마크 슈퍼컵
  - 우승 1회 (1999)

## 선수 명단

### 현역
참고: FIFA 자격 규정에 따라 소속된 국가대표팀 국기를 표시합니다. 선수는 복수의 FIFA 비회원국 국적을 가지고 있을 수 있습니다.
| 번호 | 포지션 | 국적     | 이름          |
| ---- | ------ | -------- | ------------- |
| 2    | DF     |          | 야엘 리에스덱 |
| 18   | FW     | 아일랜드 | 오네시메 템베 |

| 번호 | 포지션 | 국적 | 이름              |
| ---- | ------ | ---- | ----------------- |
| -    | GK     |      | 닉 크리스토페르센 |

## 역대 감독
| 감독      | 임기        |
| --------- | ----------- |
| 닐스 닐센 | 2003 ~ 2007 |